# Arachnoides placenta
Arachnoides placenta is een zee-egel uit de familie Clypeasteridae.
De wetenschappelijke naam van de soort werd in 1758 gepubliceerd door Carl Linnaeus, als Echinus placenta, in de tiende editie van Systema naturae.